# Phyllanthus guanxiensis
Phyllanthus guanxiensis är en emblikaväxtart som beskrevs av Rafaël Herman Anna Govaerts och Radcl.-sm.. Phyllanthus guanxiensis ingår i släktet Phyllanthus och familjen emblikaväxter. Inga underarter finns listade i Catalogue of Life.